# 西威爾斯

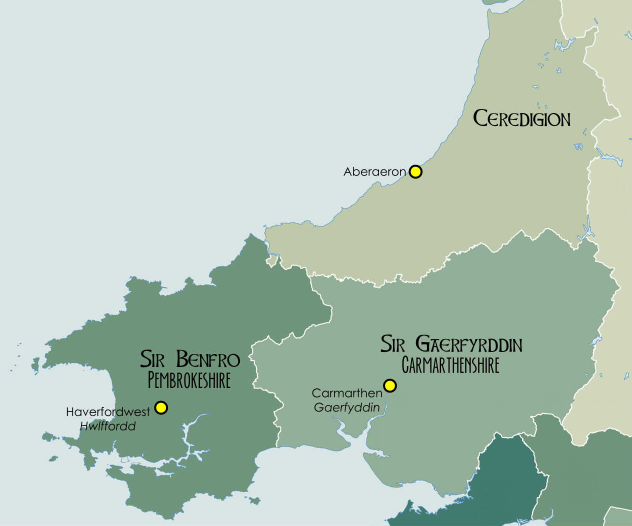
西威爾斯

西威爾斯是一個沒有十分清晰定義的一個威爾斯區域。在一些時候，西威爾斯只包括了彭布罗克郡、锡尔迪金郡以及卡马森郡，這幾個地區在歷史上都屬於過德黑巴斯王國:87, 95，並在地域統計單位命名法中叫作西南威爾斯。 在其他時候，西威爾斯還包括斯旺西與尼思塔尔伯特港，但此時就不包括了锡尔迪金 。 地域統計單位命名法地区「西威爾斯和山谷」則包括北威爾斯较西的部分。
1974年至1996年，在達費德還不是名譽郡時，威爾斯达费德郡的預留郡涵蓋了普遍認爲的西威爾斯範圍。  